# Auburn (Kentucky)
Auburn es una ciudad ubicada en el condado de Logan, Kentucky, Estados Unidos. Según el censo de 2020, tiene una población de 1589 habitantes.

## Geografía
Auburn se encuentra ubicada en las coordenadas 36°51′59″N 86°43′01″O / 36.86639, -86.71694.

## Demografía
Según la Oficina del Censo en 2000 los ingresos medios por hogar en la localidad eran de $30,500 y los ingresos medios por familia eran $28,173. Los hombres tenían unos ingresos medios de $28,365 frente a los $20,000 para las mujeres. La renta per cápita para la localidad era de $14,779. Alrededor del 15.1% de la población estaban por debajo del umbral de pobreza.